# Sphenomorphus nigrolabris
Espèce
Synonymes
- Hinulia nigrolabris Günther, 1873
- Lygosoma amabile Müller, 1894

Sphenomorphus nigrolabris est une espèce de sauriens de la famille des Scincidae.

## Répartition
Cette espèce est endémique du Sulawesi en Indonésie.

## Publication originale
- Günther, 1873 : Notes on some reptiles and batrachians obtained by Dr. Adolf Bernhard Meyer in Celebes and the Philippine Islands. Proceedings of the Zoological Society of London, vol. 1873, p. 165-172 (texte intégral).